# Ravshan Kulob
Der Football Club Ravshan Kulob (tadschikisch Равшан (футбольний клуб)) ist ein tadschikischer Fußballverein aus Kulob. Aktuell spielt der Verein in der ersten Liga, der Wysschaja Liga.

## Erfolge
- Tadschikischer Fußballmeister: 2012, 2013
- Tadschikischer Zweitligameister: 2007, 2020
- Tadschikischer Pokalsieger: 1994, 2020
- Tadschikischer Pokalfinalist: 1994, 2020, 2023
- Tadschikischer Supercupsieger: 2013, 2023

## Stadion
Der Verein trägt seine Heimspiel im Langari Langarieva Stadium in Kulob aus. Das Stadion hat ein Fassungsvermögen von 20.000 Personen.

## Trainerchronik
| Trainer                 | Nation        | von              | bis               |
| ----------------------- | ------------- | ---------------- | ----------------- |
| Makhmadjon Khabibulloev | Tadschikistan | 1. Januar 1994   | 31. Dezember 1999 |
| Zayniddin Rakhimov      | Tadschikistan | 1. Januar 1999   | 31. Dezember 2002 |
| Makhmadjon Khabibulloev | Tadschikistan | 1. Februar 2015  | 3. Juli 2015      |
| Gayratali Mirakhmedov   | Tadschikistan | 25. Februar 2020 | 31. Dezember 2021 |
| Boir Igamberdiev        | Tadschikistan | 1. Januar 2022   | 31. Dezember 2022 |
| Takhirdzhon Muminov     | Tadschikistan | 1. Januar 2023   | 31. Dezember 2023 |
| Akhliddin Turdiev       | Tadschikistan | 11. Januar 2024  | 18. Mai 2024      |
| Ali Nazarzadeh          | Tadschikistan | 18. Mai 2024     | 4. August 2024    |
| Amin Sobhani            | Tadschikistan | 4. August 2024   | 12. August 2024   |
| Ali Nazarzadeh          | Tadschikistan | 16. August 2024  |                   |